# Stefan Pongracz
Stefan Pongracz SJ (ur. 1582 w Siedmiogrodzie, zm. 8 września 1619 w Koszycach) – święty Kościoła katolickiego, zakonnik, prezbiter, ofiara prześladowań religijnych okresu wojny trzydziestoletniej, jeden z męczenników koszyckich.

## Życiorys
Pochodził z rodziny szlacheckiej, a urodził się w zamku Alvinc leżącym na terenie Siedmiogrodu. Po ukończeniu kolegium jezuickiego w dzisiejszym Cluj w wieku dwudziestu lat wstąpił do nowicjatu Towarzystwa Jezusowego w Brnie i podjął studia teologiczne i filozoficzne w Pradze i Grazu. Po przyjęciu święceń kapłańskich i zakończeniu praktyki pedagogicznej w Klagenfurcie i Lublanie w 1615 roku podjął działalność duszpasterską, którą godził z obowiązkami wykładowcy w kolegium w Humenném. W trzy lata później już jako kaznodzieja apostołował uczestnicząc w misjach ludowych. Wybuch wojny zastał Stefana Pongracza w czasie pełnienia działalności misyjnej we wsi Saros. Udał się do Koszyc i wspólnie z Markiem Križem prowadził ośmiodniowe rekolekcje. Wbrew przygotowywanej przez cesarskiego gubernatora Doczy obronie zbuntowane przez miejscowych kalwinów oddziały otwarły bramy miasta przed oddziałami Gabora Bethlena dowodzonymi przez Jerzego Rakoczego. Początkowy zamiar wymordowania wszystkich miejscowych katolików ograniczono do skazania na śmierć przebywających w mieście kapłanów. W nocy z 7 na 8 września uwięzionych księży próbowano nakłonić do apostazji, a następnie poddano torturom. Stefan Pongracz przeżył dwadzieścia godzin tortur i śmierć współwięźniów, których ciała wrzucono do kloaki. Skonał w męczarniach. Śmierć męczenników wywołała oburzenie, co umożliwiło Katarzynie Palffy, żonie posła cesarskiego, odzyskać ciała zgładzonych duchownych.
Otoczony kultem Stefan Pongracz beatyfikowany został 15 stycznia 1905 roku przez papieża Piusa X wraz z współtowarzyszami męczeństwa, a kanonizowany z Melchiorem Grodzieckim i Markiem Križem 2 lipca 1995 roku w Koszycach przez Jana Pawła II.
W ikonografii przedstawiany jest w habicie zakonnym. Jego relikwie od 1636 roku do kasaty zakonu znajdowały się w kościele jezuitów, a współcześnie w kościele urszulanek pod wezwaniem św. Anny w Trnawie.
Wspomnienie liturgiczne obchodzone jest w grupie współtowarzyszy 7 września.